# Trichocera irina
Trichocera irina är en tvåvingeart som beskrevs av Krzeminska 1996. Trichocera irina ingår i släktet Trichocera och familjen vintermyggor. Inga underarter finns listade i Catalogue of Life.